# Rick Husband
Rick Douglas Husband, född 12 juli 1957 i Amarillo, Texas, död 1 februari 2003 ovanför Texas, var en amerikansk astronaut uttagen i astronautgrupp 15 den 9 december 1994.

## Eftermäle
2004 tilldelades han Congressional Space Medal of Honor.
2006 namngavs månkratern Husband efter honom, kratern är belägen i Apollokratern på månens baksida.
Även asteroiden 51823 Rickhusband är uppkallad efter honom.
Orbital ATK:s rymdfarkost Cygnus CRS OA-6 var uppkallad efter honom.

## Familjeliv
Husband var gift med Evelyn J. Neely och paret fick två barn ihop.

## Karriär
Husband sökte in som astronaut redan till astronautgrupp 14 men blev inte uttagen.

## Rymdfärder
Husband har gjort två rymdflygningar och omkom i slutet av den andra rymdfärden när rymdfärjan Columbia förstördes under återinträdet i jordens atmosfär.

### STS-96
Var pilot ombord på STS-96/Discovery mellan 27 maj och 6 juni 1999.

### STS-107
Var befälhavare ombord på STS-107/Columbia mellan 16 januari och 1 februari 2003, när hela besättningen om sju astronauterna ombord förolyckades under återinträdet i jordatmosfären.